# Remco Evenepoel
Remco Evenepoel (* 25. ledna 2000) je belgický profesionální silniční cyklista jezdící za UCI WorldTeam UCI WorldTeam Soudal–Quick-Step. Profesionálním cyklistou byl i jeho otec Patrick Evenepoel.

## Kariéra
Od pěti let hrál fotbal za RSC Anderlecht, působil také v PSV Eindhoven a KV Mechelen. Odehrál devět mezinárodních zápasů za mládežnické výběry Belgie, vstřelil i jednu reprezentační branku. Začátkem roku 2017 se rozhodl s fotbalem skončit a zaměřil se na cyklistiku. V juniorské kategorii vyhrál 36 ze 43 závodů, kterých se zúčastnil, mezi nimi Route des Géants, Course de la Paix Juniores, Giro della Lungiana, GP Général Patton, Trophée Centre Morbihan a juniorskou kategorii Chrono des Nations. Stal se juniorským šampionem Belgie v časovce i v závodě s hromadným startem, v obou těchto soutěžích také zvítězil na mistrovství Evropy v silniční cyklistice 2018 v Brně (na druhého v cíli měl náskok 9 minut a 44 sekund) i na mistrovství světa v silniční cyklistice 2018 v Innsbrucku. Získal cenu Křišťálové kolo pro nejlepšího belgického mladého cyklistu roku 2019. Na rok 2019 uzavřel smlouvu s týmem Deceuninck–Quick-Step a stal se tak nejmladším jezdcem profesionální série UCI World Tour.
Na doposud největší úspěchy v kariéře dosáhl v roce 2022, kdy zvítězil ve 2 etapách a celkovém pořadí na Vueltě. O několik dní později získal na světovém šampionátu bronz v časovce a o týden později i titul mistra světa v silničním závodě. Jako čtvrtý cyklista v historii, a nejmladší zároveň, dokázal v jednom roce vyhrát závod Grand Tour, Mistrovství světa a Monument, když na jaře ovládl Lutych–Bastogne–Lutych.

## Hlavní výsledky
2017
vítěz La Philippe Gilbert Juniors
vítěz La Route des Géants
Aubel–Thimister–La Gleize
 vítěz bodovací soutěže
vítěz etapy 2b
2018
Mistrovství světa
 vítěz silničního závodu juniorů
 vítěz časovky juniorů
Mistrovství Evropy
 vítěz silničního závodu juniorů
 vítěz časovky juniorů
Národní šampionát
 vítěz silničního závodu juniorů
 vítěz časovky juniorů
Giro della Lunigiana
 celkový vítěz
 vítěz bodovací soutěže
 vítěz vrchařské soutěže
vítěz etap 1a, 2 a 4
Course de la Paix Juniors
 celkový vítěz
 vítěz bodovací soutěže
 vítěz vrchařské soutěže
vítěz etap 2a (ITT) a 4
GP Général Patton
 celkový vítěz
 vítěz bodovací soutěže
 vítěz vrchařské soutěže
vítěz etap 1 a 2
Aubel–Thimister–Stavelot
 celkový vítěz
 vítěz bodovací soutěže
 vítěz vrchařské soutěže
vítěz 3. etapy
Trophée Centre Morbihan
 celkový vítěz
 vítěz bodovací soutěže
vítěz 1. etapy
vítěz Kuurne–Brusel–Kuurne Juniores
vítěz Chrono des Nations Juniores
vítěz Guido Reybrouck Classic
2019
Mistrovství Evropy
 vítěz časovky
Kolem Belgie
 celkový vítěz
 vítěz bodovací soutěže
vítěz 2. etapy
vítěz Clásica de San Sebastián
Mistrovství světa
 2. místo časovka
Národní šampionát
3. místo časovka
Kolem Turecka
4. místo celkově
Adriatica Ionica Race
8. místo celkově
vítěz 3. etapy
Vuelta a San Juan
9. místo celkově
 vítěz soutěže mladých jezdců
2020
Volta ao Algarve
 celkový vítěz
 vítěz soutěže mladých jezdců
vítěz etap 2 a 5 (ITT)
Tour de Pologne
 celkový vítěz
vítěz 4. etapy
Vuelta a Burgos
 celkový vítěz
 vítěz soutěže mladých jezdců
vítěz 3. etapy
Vuelta a San Juan
 celkový vítěz
 vítěz soutěže mladých jezdců
vítěz 3. etapy (ITT)
2021
Danmark Rundt
 celkový vítěz
 vítěz soutěže mladých jezdců
vítěz etap 3 a 5 (ITT)
Kolem Belgie
 celkový vítěz
vítěz 2. etapy (ITT)
vítěz Brussels Cycling Classic
vítěz Coppa Bernocchi
vítěz Druivenkoers Overijse
Mistrovství Evropy
 2. místo silniční závod
 3. místo časovka
Národní šampionát
2. místo časovka
3. místo silniční závod
Mistrovství světa
 3. místo časovka
5. místo Giro dell'Emilia
5. místo Chrono des Nations
Olympijské hry
9. místo časovka
2022
Vuelta a España
 celkový vítěz
 vítěz soutěže mladých jezdců
vítěz etap 10 (ITT) a 18
Kolem Norska
 celkový vítěz
 vítěz soutěže mladých jezdců
vítěz etap 1, 3 a 5
Volta ao Algarve
 celkový vítěz
 vítěz soutěže mladých jezdců
vítěz 4. etapy (ITT)
vítěz Lutych–Bastogne–Lutych
vítěz Gullegem Koerse
Volta a la Comunitat Valenciana
2. místo celkově
 vítěz soutěže mladých jezdců
vítěz 1. etapy
Kolem Baskicka
4. místo celkově
 vítěz soutěže mladých jezdců
6. místo Brabantský šíp
vítěz Clásica de San Sebastián
2023
vítěz Lutych–Bastogne–Lutych
vítěz Clásica de San Sebastián
7. místo Vuelta a San Juan
9. místo Il Lombardia
Giro d'Italia
vítěz etap 1 (ITT) a 9 (ITT)
Volta a Catalunya
2. místo celkově
 nejlepší vrchař
 vítěz soutěže mladých jezdců
vítěz etap 3 a 7
Tour de Suisse
3. místo celkově
vítěz 7. etapy
Mistrovství světa
 1. časovka mužů
Vuelta a España
12. místo celkově
 nejlepší vrchař
Nejaktivnější jezdec
vítěz etap 3, 14 a 18
2024
Volta ao Algarve
 celkový vítěz
vítěz 4. etapy (ITT)
vítěz Figueira Champions Classic
Paříž–Nice
2. místo celkově
 Vítěz bodovací soutěže
 Nejlepší vrchař
2. místo Il Lombardia
Tour de France
3. místo celkově
 vítěz soutěže mladých jezdců
vítěz 7. etapy (ITT)
Olympijské hry
 vítěz silničního závodu
 vítěz časovky
Mistrovství světa
 1. časovka mužů

### Výsledky na etapových závodech
| Výsledky na Grand Tours        |      |      |      |      |      |      |
| Grand Tour                     | 2019 | 2020 | 2021 | 2022 | 2023 | 2024 |
| Giro d'Italia                  | —    | —    | DNF  | —    | DNF  | —    |
| Tour de France                 | —    | —    | —    | —    | —    | 3    |
| Vuelta a España                | —    | —    | —    | 1    | 12   | —    |
| Výsledky na etapových závodech |      |      |      |      |      |      |
| Závod                          | 2019 | 2020 | 2021 | 2022 | 2023 | 2024 |
| Paříž–Nice                     | —    | —    | —    | —    | —    | 2    |
| Tirreno–Adriatico              | —    | —    | —    | 11   | —    | —    |
| Volta a Catalunya              | —    | NS   | —    | —    | 2    | —    |
| Kolem Baskicka                 | —    | NS   | —    | 4    | —    | DNF  |
| Tour de Romandie               | 76   | NS   | —    | —    | —    | —    |
| Critérium du Dauphiné          | —    | —    | —    | —    | —    | 7    |
| Tour de Suisse                 | —    | NS   | —    | 11   | 3    | —    |

### Výsledky na klasikách
| Monument                 | 2019 | 2020 | 2021 | 2022 | 2023 | 2024 |
| ------------------------ | ---- | ---- | ---- | ---- | ---- | ---- |
| Milán – San Remo         | —    | —    | —    | —    | —    | —    |
| Kolem Flander            | —    | —    | —    | —    | —    | —    |
| Paříž–Roubaix            | —    | NS   | —    | —    | —    | —    |
| Lutych–Bastogne–Lutych   | —    | —    | —    | 1    | 1    | —    |
| Giro di Lombardia        | —    | DNF  | 19   | —    | 9    | 2    |
| Klasika                  | 2019 | 2020 | 2021 | 2022 | 2023 | 2024 |
| Brabantský šíp           | —    | —    | —    | 6    | —    | —    |
| Amstel Gold Race         | —    | NS   | —    | —    | —    | —    |
| Valonský šíp             | —    | —    | —    | 43   | —    | —    |
| Clásica de San Sebastián | 1    | NS   | —    | 1    | 1    | —    |
| Brussels Cycling Classic | —    | NS   | 1    | —    | —    | —    |
| Coppa Bernocchi          | —    | NS   | 1    | —    | —    | 53   |

### Výsledky na šampionátech
| Akce               | Akce           | 2019      | 2020      | 2021 | 2022 | 2023 | 2024 |
| ------------------ | -------------- | --------- | --------- | ---- | ---- | ---- | ---- |
| Olympijské hry     | Časovka        | Nejelo se | Nejelo se | 9    | NS   | NS   | 1    |
| Olympijské hry     | Silniční závod | Nejelo se | Nejelo se | 49   | NS   | NS   | 1    |
| Mistrovství světa  | Časovka        | 2         | —         | 3    | 3    | 1    | 1    |
| Mistrovství světa  | Silniční závod | DNF       | —         | 62   | 1    | 25   | 5    |
| Mistrovství Evropy | Časovka        | 1         | —         | 3    | —    | —    | —    |
| Mistrovství Evropy | Silniční závod | —         | —         | 2    | —    | —    | —    |
| Národní šampionát  | Časovka        | 3         | —         | 2    | 1    | 4    | —    |
| Národní šampionát  | Silniční závod | 84        | —         | 3    | 37   | 1    | —    |

### Ocenění
- Belgický sportovec roku: 2019[8]
- Křišťálové kolo: 2019[9]